# Манухново
Манухново (рос. Манухново) — присілок в Палкінському районі Псковської області Російської Федерації.
Населення становить 4 особи. Входить до складу муніципального утворення Качановська волость.

## Історія
Від 2015 року входить до складу муніципального утворення Качановська волость.

## Населення
| 2001 | 2002 | 2010 | 2013 | 2016 |
| ---- | ---- | ---- | ---- | ---- |
| 0    | →0   | ↗2   | ↘1   | ↗4   |